# Кіселяни-Куце
Кіселяни-Куце (пол. Kisielany-Kuce) — село в Польщі, у гміні Мокободи Седлецького повіту Мазовецького воєводства.
Населення — 196 осіб (2011).
У 1975-1998 роках село належало до Седлецького воєводства.

## Демографія
Демографічна структура станом на 31 березня 2011 року:
|          | Загалом | Допрацездатний вік | Працездатний вік | Постпрацездатний вік |
| -------- | ------- | ------------------ | ---------------- | -------------------- |
| Чоловіки | 96      | 20                 | 61               | 15                   |
| Жінки    | 100     | 24                 | 50               | 26                   |
| Разом    | 196     | 44                 | 111              | 41                   |